# Логовской
Логовской — посёлок в Калманском районе Алтайского края России. Входит в состав Кубанского сельсовета.

## География
Село находится в центральной части края, в лесостепной зоне, в пределах северо-восточной части Приобского плато, у пруда.
Климат
континентальный. Средняя температура января: −17,7 °C, июля: +19,6 °C. Годовое количество атмосферных осадков: 350—400 мм.

## Население
| 1997 | 1998 | 1999 | 2000 | 2001 | 2002 | 2003 | 2004 | 2005 |
| ---- | ---- | ---- | ---- | ---- | ---- | ---- | ---- | ---- |
| 229  | ↗235 | ↘214 | ↘203 | ↗211 | ↘209 | ↘197 | ↘193 | ↘183 |
| 2006 | 2007 | 2008 | 2009 | 2010 | 2011 | 2012 | 2013 |      |
| →183 | ↗186 | ↘177 | ↘162 | ↗169 | ↘167 | ↘166 | ↘165 |      |

Национальный состав
Согласно результатам переписи 2002 года, в национальной структуре населения русские составляли 85 % от 189 чел.

## Инфраструктура
Социальные услуги жители получают в ближайшем населённом пункте — посёлке Кубанка.

## Транспорт
Логовской доступен автомобильным транспортом.
Выезд на автомобильную трассу федерального значения А-322 Барнаул — Рубцовск — государственная граница с Республикой Казахстан.